# Vildana Selimbegović
Vildana Selimbegović (née Lolić le 27 juillet 1963) est une journaliste bosnienne, rédactrice en chef du quotidien Oslobođenje.

## Biographie
Vildana Selimbegović naît à Travnik en 1963. Elle étudie le journalisme à la Faculté des sciences politiques de Sarajevo, dont elle obtient un diplôme début 1987.
Elle commence ensuite sa carrière de journaliste au Vecernji novine en 1989, commençant par la section locale puis pour la rubrique de la politique nationale. Pendant un an et demi, elle y couvre les grèves syndicales.
À partir du début de la guerre de Bosnie-Herzégovine, elle rapporte les nouvelles à Večernje novine depuis le front. Au cours de cette période, elle envoie environ 1 000 reportages sur le terrain dans tout le pays.
De 1994 à 2008, elle travaille au magazine Dani. Elle en est à deux reprises rédactrice en chef, de 2000 à 2003 et de 2005 à 2008. Elle est la première femme à occuper ce poste dans un média après l'indépendance de la Bosnie-Herzégovine.
En 1997, elle publie des extraits de procès-verbaux secrets du procès de 1994 au sujet du massacre de Kazani (en). En conséquence, elle reçoit des menaces de mort dans la rue et au téléphone, et une bombe explose devant son bureau. Un mémorial est installé à cet emplacement grâce à son militantisme,,.
Depuis octobre 2008, Selimbegović est rédactrice en chef d' Oslobođenje, le plus ancien quotidien de Bosnie-Herzégovine.
En 2017, Selimbegović signe la déclaration sur la langue commune des Croates, des Serbes, des Bosniaques et des Monténégrins.